# 7736 Nizhnij Novgorod
7736 Nizhnij Novgorod este un asteroid din centura principală de asteroizi.

## Descriere
7736 Nizhnij Novgorod este un asteroid din centura principală de asteroizi. A fost descoperit pe 8 septembrie 1981 la Observatorul de Astrofizică din Crimeea de Liudmila Juravliova. Asteroidul prezintă o orbită caracterizată de o semiaxă mare de 2,59 ua, o excentricitate de 0,20 și o înclinație de 14,1° în raport cu ecliptica.